# Leo Cuypers
Leo Cuypers (Maastricht, 1 de diciembre de 1947-5 de septiembre de 2017) fue un pianista y compositor neerlandés de jazz.

## Historial
Se inició, aún niño, en la batería, aunque después se pasó al piano, aprendiendo jazz de forma autodidacta. En 1973, a los 26 años de edad, consigue el prestigioso Premio Wessel Ilcken. En los años 1970, encuadrado en la escena del free jazz, toca con Willem Breuker, Misha Mengelberg y Theo Loevendie. Junto con Breuker, fundó el sello discográfico BVHaast, y desde mediados de la década de 1970, lideró sus propios grupos, mientras continuaba colaborando con el "Breuker Collectif". Tras dejar este grupo, mantuvo un perfil bajo durante las dos décadas siguientes, con apariciones poco frecuentes.Para celebrar los 10 años de Zeelandsuite, el expositor Roby Bellemans Archivado el 2 de mayo de 2021 en Wayback Machine. organizó el proyecto nacional de arte "Neerlandsuite". Motivó a Leo a actuar nuevamente por primera vez en muchos años. Desde el concierto de clausura, Roby produjo el primer CD de Leo Cuypers: "St Juttemis & Leo Cuypers live", las grabaciones fueron hechas por el locutor de medios VPRO, distribuidas por BVHaast. A comienzos de los años 2000, se asocia con el también pianista Kevin Whitehead, dentro de la llamada escena del "Nuevo Swing Holandés".

## Discografía
- BIM (1972)
- Live in Shaffy (1974)
- Willem Breuker & Leo Cuypers Live in Shaffy (1975, dúo con Willem Breuker)
- Zeeland Suite (1977)
- Jan Rap en z'n Maat (1977)
- In Amsterdam (1980)
- Heavy Days Are Here Again (1981)
- Corners (1981)
- Leo Cuypers' Brull Band (1985)
- St.Juttemis Live, gastsolist Leo Cuypers (1988)
- Songbook (1995)